# تقیه از دیدگاه شیعیان
اساس تقیه را می‌توان در آیاتی از قرآن یافت، که شاید صریحترین شان آیه ۲۸ سورهٔ آل عمران باشد. تفاسیر متفقند که استثنای ذکر شده در آیه در خصوص اولیاء (محافظین) گرفتن غیر مؤمنین، به تقیه اشاره دارد؛ واژهٔ محوری تقی است که به عنوان تقیه تأویل و حتی گاهی خوانده می‌شود. دیگر اقوالی که عموماً به منظور مجاز دانستن تقیه ذکر می‌شوند آیهٔ اعطا کنندهٔ مجوز انکار اعتقاد به کسانی است که تحت اجبار هستند (نحل:۱۰۶) و نیز داستان مؤمن از قوم فرعون که پیروی موسی بود ولی آیین خود را داشت (غافر:۲۸).
تقیه در تشیع به دلیل احادیث فراوان در ستایش آن از سوی ائمه، از مشروعیتی استثنایی برخوردار است. برخی سنت‌های بسیار ذکر شده بیان می‌دارند که تقیه بخشی از دین یا خود دین است و دیگران بر این باورند که نشانه‌ای از ایمان است. همچنین موتیف تکرار شونده‌ای در مکتوبات شیعی در خصوص تعداد زیادی از پیامبران و اولیای خداوند وجود دارد که از تقیه در نقاط بحرانی زندگی خود استفاده کرده‌اند؛ کسانی چون شیث، اصحاب کهف، و نیاکان محمد. در تفاسیر شیعه تفاسیر قرآن بسیاری در ارتباط با تقیه وجود دارد که هیچ ارتباط ظاهری به موضوع ندارد؛ زین رو «ان اکرمکم عندالله اتقیکم» به نحوی نوآورانه به عنوان «گرامی‌ترین نزد خداوند مستحکم‌ترین شما در تقیه است» تفسیر می‌شود که در آن چندگونگی واژهٔ تقوا به منظور پشتیبانی از تقیه مورد استفاده قرار می‌گیرد.